# آنتونوف ای-۱۱
آنتونوف ای-۱۱ (به انگلیسی: Antonov A-11) یک هواپیمای ساختِ کارخانهٔ آنتونوف در کشور اتحاد جماهیر سوسیالیستی شوروی است. این هواپیما در ۱۲ مه ۱۹۵۸ میلادی نخستین پرواز خود را انجام داد.